# Kosmaci, Cosău
Kosmaci (în ucraineană Космач) este o comună în raionul Cosău, regiunea Ivano-Frankivsk, Ucraina, formată numai din satul de reședință.

## Demografie
Componența lingvistică a comunei Kosmaci
     Ucraineană (99,95%)
     Alte limbi (0,05%)
Conform recensământului din 2001, majoritatea populației comunei Kosmaci era vorbitoare de ucraineană (99,95%), existând în minoritate și vorbitori de alte limbi.